# Burgundiska Nederländerna
Burgundiska Nederländerna var en senmedeltida politisk region, som tillhörde Burgund. Den fanns åren 1384-1530.